# Bonehead

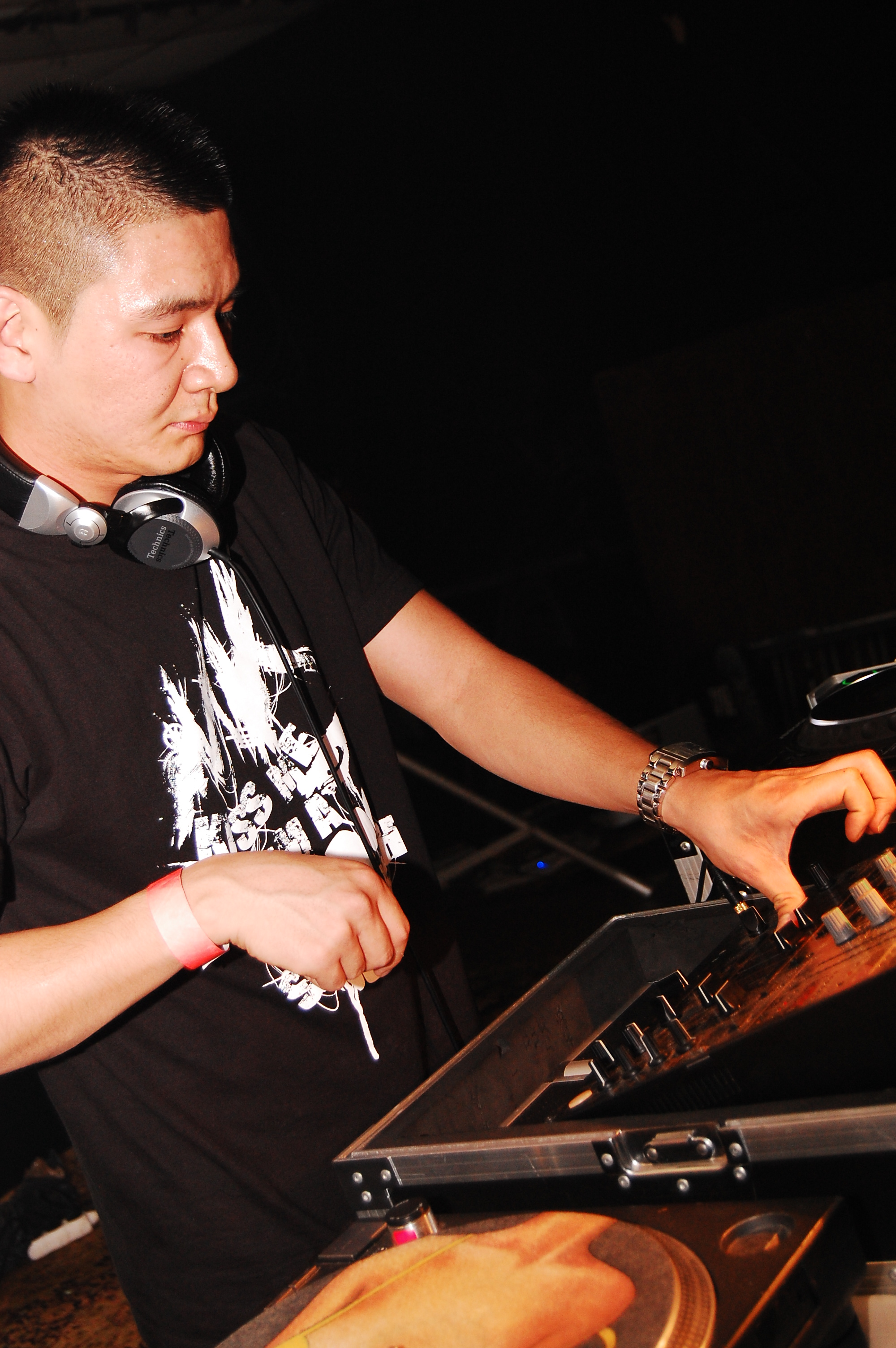
Bonehead op Noisy Bastards 15/10/2011

Samuel Tang, ook wel bekend onder het pseudoniem Bonehead, is een Nederlands dj en producer. Hij maakt frenchcore, terror en speedcore.

## Loopbaan
Bonehead kwam in de 'core business' terecht via zijn broer (eveneens dj onder het pseudoniem Prince ov Darkness). Na een fanatieke periode als bezoeker van gabberfeesten begon hij met produceren. Het tracker-programma ModPlug Tracker was het eerste programma dat hij gebruikte. Hiermee maakte hij zich de basistechnieken zoals Four to the floor patterns en sample cutting eigen.
De eerste officiële release van Sam Tang was in 2003, op "Special Forces", gemaakt met het programma Renoise.
Als dj en live-act speelde hij onder meer op de feesten als Nightmare Outdoor, Dominator, Hardcore4Life, P.O.R.N., Hellbound, Beter Kom Je Niet, Ik Ben Je Bitch Niet, Megarave, I Hate Trance, Speedrazor, Hellraiser en Noisekicks Verouderingsproces
.
Hij presteert met zijn live-act met behulp van zijn MacBook, MIDI-controller, triggerpad en een masker.

## Labels
- Brutal Rage Records
- Cuup
- Cerebral Destruction
- Dualkore
- Dead kitty Records (tevens eigenaar)
- Fix Party
- Hong Kong Violence
- Kopfkrank Records
- Masters of Speedcore
- Narkotik Rekordz
- Psyclown Records
- Roest
- Rotterdam Records
- Speedcore
- Special Forces
- Thorntree Records
- T.I.T. Records
- Terrornoize Industry
- Underground For Ever Records

## Discografie (selectie)
| Ep's                                                  |
| ----------------------------------------------------- |
| Speedcore Terrorized Kriminalz (12″)                  |
| Bone Shattering Sounds On Da Battlefield EP (12″, ep) |
| When Pity Turns To Hate (12″, Ltd)                    |
| When Pity Turns To Hate (12″, W/Lbl)                  |

Tracks van Bonehead zijn op cd's te vinden, onder andere op:
- This is terror 7
- This is terror 11
- I Hate Trance 3 - Spirit Of The Underground
- I Hate Trance 4 - Demons Of The Underground
- Kopfkrank 8